# Uzyn
Uzyn (ukrainsk: Узин) er en by i Bilotserkiv rajon i Kyiv oblast (provins) i det nordlige Ukraine. Den er vært for administrationen af Uzyn urban hromada, en af hromadaerne i Ukraine. Byen og dækker et areal på 67 km².  I 2021 havde byen  11.935 indbyggere.
Den største industrivirksomhed i Uzyn er en sukkerfabrik (7% af Ukraines sukkerproduktion), samt en fortinningsfabrik. Der er også militær flyveplads for Ukraines luftvåben.

## Historie
Uzyn blev første gang nævnt i 1590 under navnet Uzenytsia, og senere som Tenberschyna. Siden slutningen af det 18. århundrede har byen båret sit nuværende navn. Fra 1923 til 1930 fungerede byen som rajonscenter for Bilotserkivskyi Okrug. I 1956 fik Uzyn status som en bymæssig bebyggelse og i 1971 status som by.